# Дом Казаковых (Казань)
Дом Казаковых (официально: дом, где в 1853—1880 гг. жил почетный потомственный гражданин, купец первой гильдии, крупный благотворитель Казаков Мухаметзян Назирович) — историческое здание в Казани, в Старо-Татарской слободе, на улице Каюма Насыри, дом 3. Построено в середине XIX века. Объект культурного наследия регионального значения.

## История
Дом был выстроен купцом Мухамерзяном Назировичем Казаковым, который разбогател на торговле чаем из Китая и основал купеческую династию. Здание выстроено в 1853 году по проекту архитектора П. В. Тихомирова. В 1903 году наследник, Мухамет-Шакир Казаков, перестроил дом по проекту К. С. Олешкевича, а также выстроил флигель для прислуги (сохранился до настоящего времени), конюшню, склады. В 2013 году дом с флигелем были отреставрированы по проекту Р. Р. Раимовой.

## Архитектура
Дом относится к стилю эклектики классицистического направления. Здание имеет прямоугольную в плане форму, венчается вальмовой крышей. Фасад, выходящий на улицу, равномерно декорирован: оконные проёмы в 8 осей чередуются с простенками, в которых расположены фигурные филёнки на первом этаже и каннелированные пилястры — на втором. Первоначально здание имело 6 оконных осей по фасаду, фасад был структурирован. Этажи разделены профилированной тягой. По углам дом украшен рустованными лопатками с объёмным декором. Наличники всех окон окружены «бриллиантовым» пояском. Над окнами обоих этажей — прямые сандрики, при этом над окнами нижнего этажа они менее широкие, чем оконные проёмы. Также над окнами имеются фигурные доски.